# Roberto Goizueta
Roberto Críspulo Goizueta Cantera, né le 18 novembre 1931 et mort le 18 octobre 1997, est président, directeur et chef de la direction (PDG) de The Coca-Cola Company d'août 1980 jusqu'à sa mort en octobre 1997.

## Jeunesse et formation
Roberto C. Goizueta est né le 18 novembre 1931 à La Havane, à Cuba. Il est le fils unique de Críspulo Goizueta et Aída Cantera. Ses grands-parents des deux côtés de sa famille émigrent d'Espagne à Cuba à la fin du XIXe siècle. Le père de sa mère, Marcelo Cantera, possède une part dans une sucrerie locale. Son père, Críspulo, est un architecte et un investisseur immobilier qui hérite des intérêts sucriers de Cantera.
Goizueta fréquente le Colegio de Belén à La Havane, une école secondaire jésuite, puis étudie pendant un an aux États-Unis à la Cheshire Academy, une école préparatoire du Connecticut. Il est diplômé de l'université Yale avec un baccalauréat en génie chimique en 1953.

## Carrière
Goizueta retourne à Cuba pour travailler dans l'entreprise familiale en 1953. Un an plus tard, Goizueta répondu à une annonce dans le journal Help Wanted pour un emploi chez l'embouteilleur de Coca-Cola à Cuba. Peu de temps après, il est promu directeur technique en chef de cinq usines d'embouteillage cubaines.
Fidel Castro arrive ensuite au pouvoir à Cuba, transformant l'île en un État communiste. Alors qu'ils sont en vacances à Miami, Goizueta et sa famille décident de faire défection aux États-Unis. Il travaille alors pour The Coca-Cola Company à Miami. Il est réaffecté à Nassau, aux Bahamas, en tant que chimiste pour la région des Caraïbes. En 1964, il est muté au siège de la Coca-Cola Company à Atlanta, en Géorgie. À 35 ans, il devient vice-président de la recherche et du développement techniques. Il reste le plus jeune à occuper ce poste au sein de l'entreprise. En 1975, il est promu à la tête du département des affaires juridiques et extérieures.
Il reçoit une nomination surprenante en 1979, pour devenir président de la société Coca-Cola après la démission de J. Lucian Smith (qui était président de Coca-Cola de 1974 à 1979). Il reste à la tête de The Coca-Cola Company pendant 16 ans jusqu'au moment de sa mort, en raison de complications d'un cancer du poumon, en 1997. Au cours de son mandat, la marque Coca-Cola devient la marque la plus connue au monde. En 1982, il présente Diet Coke, suivi de Cherry Coke et du controversé New Coke, tous deux en 1985. En 1982, Goizueta approuve l'achat de Columbia Pictures, signalant les intentions de Coca-Cola de se diversifier au-delà du secteur des boissons gazeuses.
Goizueta siège également au conseil d'administration de diverses sociétés, dont SunTrust Banks, Ford Motor Company, Sonat Inc et Eastman Kodak Company. Il est bien connu pour sa rivalité commerciale avec son collègue homme d'affaires Roger Enrico, PDG de PepsiCo pendant son mandat de PDG à Coca-Cola.

## Philanthropie
Roberto Goizueta a créé la Fondation Goizueta, dans le but de soutenir les institutions éducatives et caritatives en 1992.
En 1994, après un don de 10 millions de dollars de la Fondation Robert W. Woodruff, le conseil d'administration de l'université Emory d'Atlanta, en Géorgie, a nommé son école de commerce en l'honneur de Roberto Goizueta. L'école décerne des BBA, des MBA et des doctorats en affaires.
En janvier 1999, la succession de Goizueta promet 20 millions de dollars à l'université Emory.

## Vie privée
Goizueta épouse Olguita Casteleiro. Ils ont eu quatre enfants ensemble.
Grand fumeur, Goizueta décède d'un cancer du poumon en 1997.

## Récompenses et honneurs
- 1980 - Nommé administrateur de l'université Emory ;
- 1985 - Golden Plate Award de l'American Academy of Achievement[9] ;
- 1994 - L'université Emory change le nom de son école de commerce en Roberto C. Goizueta Business School ;
- 1996 - Le magazine Chief Executive le nomme Chief Executive of the Year.